# Халла Томасдоуттір
Халла Томасдоттір (нар. 11 жовтня 1968) — ісландська підприємиця, президент з (2024—).

## Біографія
Народилася 11 жовтня 1968 року в Рейк'явіку, столиці Ісландії. Її батько був сантехніком, а мати - психотерапевтом .
Була одним з ініціаторів створення приватного Університету Рейк'явіка, заснованого в 1998 році.
З 2006 року працювала виконавчим директором Торгової палати Ісландії, перша жінка на цій посаді.
У 2007 році разом з Крістін П'єтюрсдоуттір заснувала компанію Audur Capital, що спеціалізується на наданні фінансових послуг.
Халла Томасдоттір була одним із директорів некомерційної організації The B Team, що просуває усвідомлені бізнес-практики.
Балотувалася на президентських виборах 25 червня 2016 року. Набрала 50 995 голосів (27,9%) і поступилася Гвюдні Йоуханнессону, який набрав 71 356 голосів (39,1%).

## Президент Ісландії
Вдруге балотувалася на президентських виборах 1 червня 2024 року, на яких набрала 34,3% голосів і здобула перемогу. Вступила на посаду 1 серпня 2024 року. Халла Томасдоттір стала другою жінкою-президентом Ісландії після Віґдіс Фіннбоґадоуттір, яка була президентом у 1980—1996 роках.

## Особисте життя
Халла одружена з Бйорном Скуласоном, бізнес-експертом. Має двох дітей — Томас Б’яртур і Аудур Іна. Батьки Халли — Томас Бйорн Торхаллссон і Крістіана Сігурдардоттір.